# УСК (футбольний клуб)
УСК (футбольний клуб) — футбольна команда, створена у Львові восени 1906 року. Складова частина Українського Спортового Кружка — першої етнічно української організації фізкультурного профілю.

## Передісторія
У серпні 1901 р. за розпорядженням Міністерства віровизнань і освіти Австро-Угорщини (нім. Ministerium für Kultus und Unterricht) Іван Боберський, видатний діяч українського спортивного руху, почав працювати у руській (тобто українській) цісарсько-королівській Академічній Гімназії Львова, яка містилася в будинку Народного дому по вулиці Театральній, 22. Це був найстарший український учбовий заклад із високим освітянським рівнем, де головні заняття провадили рідною для українців мовою.
Там учитель отримав тижнево 20 учбових годин, які цілковито поглинав предмет німецької мови і літератури. Попри професійну зайнятість, знаходив час на скерування молоді на прогресивніші заняття.
По всій Галичині, завдяки активності Боберського, почали розвиватись гімнастика і рухові ігри. Так звані «шкільні забави» набирали все більшої популярності. Врешті, в навчальному році-1903/04 цісарсько-королівська Рада рескриптом із 16.09.1903 р. (ч.33941) рекомендувала дирекції Української Академічної Гімназії впровадити до шкільної програми заняття гімнастикою.
Будучи заступником голови руського (українського) товариства гімнастичного «Сокіл», яке на той час, швидше за все, знаходилося у будинку по вул. Підвальній, 7, що його знесли у перші роки XX століття, а 1905 р. на цьому місці збудували будинок страхового товариства «Дністер» із просторим гімнастичним залом по вул. Руській, 20, Боберський порозумівся із сокільським правлінням щодо умов винайму залу для занять учениками гімнастичними вправами.
Серед поважних і шанованих фахівців-викладачів Академічній Гімназії на чільне місце пробився філолог-германіст та вчитель руханки і гімнастики — Іван Боберський, який із завзяттям запроваджував досі невідомі, але захоплюючі для української шкільної молоді заняття. У «Звіті дирекциї ц.к. Академічної гімназиї у Львові на шкільний рік 1903/1904», виданому 1904 р., вперше вміщено на 27 сторінках збірку Боберського: «Забави і гри рухові», де не йшлося про виграш одного над другим, але в іграх перемога була бажаною над супротивником. Це перша друкована згадка про становлення українського спорту, в якій автор послідовно розписав і впорядкував предмети руханки за темами. Знайшлося місце і для «гри з м’ячем»: 1906 р. вийшла окрема книжка «Копаний м’яч» — друга українською мовою після видання Володимира Лаврівського.
Отак Боберський долучився до поширення та популяризації англійської гри, званої foot-ball — фотбаль, яка після показового протистояння польських соколів Львова і Кракова у липні 1894 р.  у Стрийському парку, не зайнятою учасниками тодішньої господарської виставки, набувала все більшої популярності на теренах Галичини.
Цісарсько-королівська шкільна Рада рескриптом із 31.10.1905 р. (ч.41663) затвердила дійсного учителя І. Боберського і надала йому титул професора, який власним прикладом і завдяки уродженому хисту залучав до спорту все більшу кількість учнів. Допомагав йому дипломований фахівець із гімнастики Іван Сохацький.

## Заснування
Осінь 1906 р. народила Львову Спортовий Кружок, який діяв при АГ педагогічного товариства. За спогадами Едварда Жарського: «Це була кузня перших пропагаторів спорту і спортових талантів». На сторінках ювілейного видання «СТ Україна Львів — 25-ліття» (опубліковане 1936 р.) подано, що при Академічній Гімназії у Львові 1906 р. засновано Український Спортовий Кружок. Із роками всі дослідники історії футболу, як в Україні, так і в Польщі «підтверджували» цю дату. Тож фактом залишається те, що українські учні-гімназисти з літа 1906 р. активно займалися спортом і завзято копали м’яча.
Проте, і швидше за все, школярі так і не зареєстрували «кружок». Засвідчує це і відсутність подібного запису в архівній книзі «Кадастр товариств». Попри це, ученики п’ятих класів під пильним оком Боберського все ж гуртувались у даному Кружку. Ймовірно, на цей час ще не існувало і найвідомішого львівського клубу Pogon. Українські гімназисти, крім усіляких спортивних приладів, мали 17 пар «фотбалевих» черевиків, 10 сорочок і м’ячів. Отож весело грали в «союзняка» (похідне слово від англійського Association Football).
«Для гри у футбол, — писав Боберський, — вимагалася рівна і проросла дрібною травою або посипана піском галявина. Гравці повинні ставити ворота так, щоби захистити очі від сонця чи вітру. У кожній команді обирали проводиря, якому підпорядковувались інші партнери. Початок ведення гри визначали за допомогою жереба. Найчастіше це були два патички або стебла різних розмірів, які тримав у руці суддя матчу. Хто що витягнув, те й обирав. Команди повинні відрізнятися кольорами вбрання або відзнакою. У ці моменти «футболістів» виручали перев’язані через плече хустки або лєнти. Під час гри не вільно допускатись сварок і не псувати її власними примхами…»
08.08.1908 головою «Сокола-Батька» обрали того ж Боберського, тому спортове життя українців стрімко набрало обертів. Із новою силою «союзняк» рушив у народ із початком навчального 1908/09 року, коли Академічна Гімназія «переїхала» у нове приміщення по вул. Льва Сапіги (тепер Степана Бандери, 8), де були гімнастична зала і майданчик у подвір’ї, тіловиховна ділянка запрацювала повною силою.
Як згадував Степан Гайдучок, учень АГ: «…тепер пошестю є копаний м’яч». Восени 1908 р. «Спортовий Кружок» провів 8 поєдинків.
Із початком 1909 року до назви «Спортовий кружок» гімназисти додали слово Український. Тим самим зробили наголос на своїй ідентичності. У Кружку нараховувалось 110 членів, які об’єдналися в 11-ти класних дружинах, які 21.03.09 поділилися на кілька спортових секцій, у тому числі й копаного м’яча, яка нараховувала 5 команд.

## Перші матчі
20 травня 1909 року на Янівських оболонях 4-та команда УСК перемогла 3-ю — 4:1. Це — прем’єрний футбольний поєдинок Кружка, який зафіксований документально. І взагалі перший футбольний матч за участі етнічно українських команд.
23.05.09 перша, тобто старша, дружина прийняла назву The little bears («Маленькі ведмеді») і зладила собі форму у жовто-синіх кольорах. Того ж дня зіграли матч із 2-ю командою, яку перемогли — 4:0. Суддя в полі — Боберський. На лініях І.Сохацький та О.Сеник.
27.06.09 гімназисти провели поміж собою показовий матч. Головою УСК обрали Петра Франка, учня 7-го «А» класу, якого згодом замінив Михайло Заворотнюк. Спортивну осінь з учениками провів Боберський, але з весни 1910 р. його замінив Юрій Самотюк.
Футбольні дружини УСК проводили свої мечі на Янівських оболонях, Кайзервальді, званим «Цісарським ліском», розміром 50 м. ширини і 400 м. довжиною, але з борознами, що не служило нормальній грі. Хорошою була площа на Вульці (125х75 метрів) і на майдан по вул. Льва Сапіги. Однак усі ці площі належали військовим.
Ученики, у пошуках власної площі, створили фонд на закуп земельної ділянки і спільно з іншими філіями започаткували збірку коштів. У перший рік зібрали 600 корон.
Склад першої команди творили: Василь Косаревич, Анатоль Лукашевич, Григорій Лучаківський, Роман Степанів, Антін Зелений, Петро Франко, Степан Цимбала, Михайло Заворотнюк, Стефан Кизима, Степан Гайдучок. Однак поміж ними не було уставлених позицій. Найболючішим місцем залишалась позиція воротаря. Найбільше гравці прагнули у лінію нападу.
5 вересня 1909 року, на запрошення Боберського, до АГ прибув член празького SK Slavia (1907-1909) Вацлав Льомоз, якого у Львові називали В’ячеславом. У день приїзду чех провів на Вульці (ділянка, де зараз Училище фізчної культури) тренування і показав гімназистам елементи гри та як правильно поводитись з м’ячем і віддавати передачі партнеру та завдавати ударів з місця і злету, але так, аби м’яч не літав верхом. Радив не копати м’яча шпіцом черевика, а підйомом ноги.
12.09.09 українські гімназисти зустрілись із резервною командою Гасмонеї (Hasmonea ІІ). Цього разу місце у воротах зайняв Петро Франко; у залозі (обороні) грали — Григорій Лучаківський і Василь Косаревич; в помочі (півобороні) — Степан Гайдучок, Ярослав Секела, Степан Цимбала; в нападі — Федір (Теодор) Черник, Євген Ломницький, Вацлав Льомоз, Михайло Заворотнюк, Антін Зелений. Степан Цимбала через запізнення не грав. Єврейський клуб виявився краще організованим і переміг — 3:1. М’яч для українців забив Льомоз. Суддя — доктор Рудольф Гібел із Pogoni.
16.09.09 гравці УСК І завдали поразки дружині бурси РТП — 8:0, а 18.09.09 удруге обіграли бурсаків-ремісників — 4:0.
Наступного дня львів’яни відбули у подорож до Стрия, де повинні були зіграти у фотбаль із тамтешньою дружиною, але з незалежних від команд причин до матчу не дійшло.
26.09.09 о 15:15 на майданчику циклістів (Placu Cyklistów) при Стрийській рогачці УСК завдав поразки полякам з львівської Погоні (третій резерв — Pogon IV) — 1:0. Суддя — Льомоз. За українців грали: Лукашевич; Косаревич, Лучаківський; Зелений, Степанів, Остапчук; Гайдучок, Кизима, Заворотнюк, Цимбала і Франко.
29.09.09 о 15:30 суперники вдруге вийшли на гру. Тепер українці поступились — 1:5. Гол престижу на рахунку сина Каменяра, Петра Франка. Цього ж дня Льомоз полишив Львів (отримав повістку до війська).
Наступного дня професор Боберський у залі 3-го «А» класу провів з гравцями розбір останньої гри і наголосив, що воротар, попри пропущені м’ячі, держався добре; заложники копали м’яча слабо; поміч також слабо подавала м’ячі нападникам, які, у свою чергу, трималися далеко від чужих воріт.
01.10.09 українські учні у Львові о 14:00 на грищі (полі) ТРЗ (Towarzystwa Zabaw Ruchowych) помірялись силами із третім резервом львівських Чорних (Czarni IV). Знову поразка — 1:4.
Ще тричі українці сходили з грища (поля, Placu Cyklistów) переможеними поляками. 03.10.09 о 10:00 поступились Pogoni IV — 2:6. Ця гра «була недотепна, а гравці бігали мляво і комбінували лихо». Склад УСК: Нарожняк, Цимбала, Косар, Зелений, Степанів, Гриць Лучаківський, Гайдучок, Кизима, Заворотнюк, Франко, Мацюрак.
12.10.09 о 14:00 вийшли на гру проти львівських чехів, яким поступилися — 0:2.
16.10.09 Боберський з двома викладачами повіз до Тернополя львівських гімназистів (першу і другу дружини). Мета поїздки: поширення копаного м’яча серед тамтешніх українських гімназистів. Місцевий професор Сидоряк — палкий прихильник ігор і забав серед молоді, не приховував задоволення із візиту. Гості зі Львова, смачно пообідавши в «ученичій кухні», оглянули місто. О 13:10 у салі «Міщанського Братства» Боберський провів годинну лекцію на футбольну тему. Після цього львів’яни на площі «Коло різні», розмітили грище розміром 110х65 метрів і приступили до показового матчу, який тривав з 15:00 до 16:10. Грали не тільки учні, але й учителі. Перемогла 1-ша команда — 2:0. У часі гри воротар другої дружини пошкодив ключицю. Це свідчення того, що гра була завзятою. Хоча, як зазначив Боберський, гра виявилась млявою. На прощання професор запросив тернополян до Львова і не тільки для гри в «союзняка», а для ширшого знайомства з темою тіловиховання.
17.10.09 із 16:00 до 17:00 на грищі Вульки зіграли унічию (1:1) з чеським Теаm.
20.10.09 на полі Towarzystwa Zabaw Ruchowych з 15:15 до 17:00 українці, за свідченням очевидця, грали «без орієнтації» і програли полякам із Czarni IV — 1:9. Гол утіхи забив Петро Франко. Суддя — чех Горак.
23.10.09 гімназисти зустрілись з Hasmonea II. Суддя пан Кан, який представляв той же клуб. Матч тривав з 13:00 до 14:20. Після того, як рахунок став 2:0 на користь українців, суперник відмовився продовжити гру і зійшов із поля.
Підбадьорені успіхом гімназисти наступного дня викликали на гру чехів. Однак ті не з’явились на полі.
27.10.09 із 14:10 до 16:00 програли Pogoni IV — 0:2. Суддя — Кухар із Pogoni.
30.10.09 УСК провів ще один матч. Цього разу грали на майданчику по вул. Лєона Сапіги з польськими соколами зі Збаража. Матч тривав з 15:00 до 16:15 і завершилась перемогою гостей — 3:1. Рахунок «розмочив» Петро Франко.
31.10.09 матч-відповідь з чехами таки відбувся на Вульці з 15:00 до 16:00. Чехи знову перемогли — 4:2.
Дня 3 листопада на Вульці українці прагнули поквитатись із колективом зі Збаража. Але знову поразка — 2:4. Суддя матчу — «свояк» Зелений.
УСК ІІ провів 4 поєдинки. 18.10.09 програли Czarnym V — 0:3; Збаражу — 1:6; 30.10.09 Pogoni V — 0:4; зате 27.10.09 перемогли Pogon VII — 2:0.
За УСК ІІ грали: Володимир Бабій, Роман Носківський, Володимир Котецький, Денис Вахнянин, Іван Романчукевич, Михайло Войтович, Михайло Равка, Євген Бабин, С. Гуляй, Володимир Нарожняк, Петро Мазурак (тренер — Вацлав Льомоз).
УСК ІІІ провів 2 матчі. Поступився Pogon VI — 1:4 (подає українське джерело, а Ksiega jubileuszowa Pogon пише — 0:2).
4-та команда зіграла 3 поєдинки. 17.10.09 перемогли колег із 3-ї дружини — 3:1; 01.11.09 завдали поразки «Дніпру» ІІ — 2:1; 10.11.09 обіграли партнерів із першої команди — 1:0.
5 і 6 команди тренувались. 7-та дружина поступилася 17.10.09 третій — 1:3 і перемогла 7 і 8-му дружини з однаковим рахунком — 4:0.
8-ма обіграла 9-у команду — 1:0.
Додатково С.Гайдучок, учень 7-го «А» класу, двічі виступив перед шкільною аудиторією із доповіддю про розвиток спорту. 09.05.09 розповідав про «союзняка», а 23.05.09 про гру «відсторонь».

## 1910 рік
Зима 1909/10 років була лагідною. Українські футболісти-гімназисти почали копати м’яча 26 лютого 1910 р. Наступні тренування провели 27.02; 3, 5, 6, 9 березня. Перший матч УСК І зіграв 13.03.10 із чехами. Суддя Врубель з Czarni на 70-й хвилині перервав матч, у якому українці досягли перемоги — 2:0. УСК грав у такому складі: Мазурак; Лучаківський, Носківський; П.Ольховий, Цимбала, Т.Когут; Черник, Лукашевич, Гайдучок, Франко, Мацюрак.
Провівши 2 тренування (16 і 18 березня), 20.03.10 українці програли Czarnym ІІІ — 1:6. Суддя Ф.Жадкі з польського клубу. УСК: Мазурак; Носківський, Лучаківський; Цимбала, Степанів, Мацюрак; Заворотнюк, Гайдучок, Лукашевич, Черник.
02.04.10 1 і 2 дружини українських гімназистів перед матчем з чехами провели спільне тренування. Однак наступного дня суперник не прибув і йому зарахували поразку з рахунком — 1:0.
8 і 11 чергові тренування виявились доволі плідними. Українці добули перемогу над резервістами Czarnych — 2:1. У порівнянні з попереднім поєдинком в УСК провів одну заміну Остапчук змінив Лукашевича. Усі решта на своїх місцях. Суддя — В.Паппіус з Czarnych.
21.04.10 матч-відповідь з Czarni ІІІ українці зіграли на низькому рівні через що поступились — 0:5.
24.04.10 гра українців проти Pogoni III виявилась трохи кращою. Забили один гол, але «свої» 5 м’ячів пропустили. Суддя — Штайфер представляв Pogon.
08.05.10 гравці УСК цього дня протистояли «Дніпру», українцям, які навчалися у польських середніх школах Львова. Першу половину закінчили «мирно» — 1:1, а другу ще мирніше — 0:0. Суддя — С.Гайдучок.
10, 13 і 19 травня гімназисти тренувались, а 22.05 у поєдинку з Czarni IV потішили публіку великою кількістю голів — 3:3.
29.05 гімназисти УСК завдали поразки «Дніпру» І — 4:0 (4:0). Суддя — В.Остапчук. УСК: Мазурак; Орест Нестор, Зелений; Цимбала, Когут, Лучаківський, Мацюрак, В.Завадський, Заворотнюк, Франко, Черник.
«Дніпро»: І.Шуховський; Зиновій Дума, І.Стоцький; Г.Кулик, О.Левкович, М.Стецик; М.Богонос, С.Качмарський, В. Гусаковський, Йосиф Щерба, В. Качмарський.
У звіті про матч йшлося, що гравцям обох дружин необхідно бути уважнішими і немає потреби багато бігати. Слід займати місця звідкіля можна краще атакувати і захищатися.
Друга команда УСК провела 3 матчі. Зокрема, досягла перемог над «Дніпром» І — 7:2 та Pogon V — 3:2.
Окрім копаного м’яча гімназисти займалися легкою атлетикою (біг, спис, диск, стрибки в гору і довжину) та піднімали тягарі.
В учбовому 1910/11 році в Академічній гімназії було 110 членів, які склали 8 команд і грали в «союзняка». Головою УСК був М.Заворотнюк.
Перша дружина окрім матчів зі своїми командами зіграла 5 поєдинків з чужими клубами.
16.09.1910 із 13:00 до 14:30 на Вульці зазнали поразки від Sparta I — 2:3. Суддя — Тадеуш Кухар із Pogoni.
25.09 із 15:30 до 17:00 у матчі-відповіді українці досягли перемоги — 3:1 (2:0). Цей успіх завдячували вмілій грі в обороні та вдалим атакам. Суддя — М.Карасіньскі з Pogoni.
04.10 УСК І — Pogon ІІІ на Placu Cyklistów програли — 2:5. Суддя — Владислав Пйотровскі з Pogoni.
15.10.10 у суботу під час приладових змагань на тому ж грищі зіграли з «Поділлям» (Тернопіль). Матч тривав 70 хвилин і завершився унічию — 1:1 (0:1).
«Поділля»: Михайло Добромиль; Осип Гринкевич, Олекса Білинський; Володимир Малис, Андрій Філь, Петро Стадник; Михайло Вітошинський, Іван Назаревич, Петро Вацик, Іван Огар, Володимир Дудик.
УСК: Іван Черкавський; Олекса Кулай, Михайло Зазуляк; Іван Лучинський, Михайло Пеленський, Іван Петрина; Володимир Ольховий, Володимир Здерко, Кость Гусаківський, Іван Максимишин, Петро Когут. Суддя — С.Гайдучок.
Тернопільська команда під проводом професора Сидоряка відзначалась хорошою фізичною підготовкою, львів’яни — технічними навиками. Звіт з цього матчу подала газета «Діло», №232 з 18.10.1910 р.
21.10 повторний поєдинок з «поґонячами». Цього разу українці у першій півгрі не пропустили жодного м’яча, але після перерви дістали 4 голи. Тож поразка — 0:4. За свідченням очевидця, причиною цієї невдачі був сильний вітер, який став союзником поляків. Суддя Т.Кухар з Pogoni.
05.11.10 остання гра осені. Матч УСК І — Hasmonea I приніс українській дружині перемогу — 4:0.
УСК ІІ зіграв 4 матчі з чужими командами. 27.09 завдав поразки Hasmonea III — 3:2 (2:0); 06.10 досяг нічиєї зі Sparta II 1:1; 15.10 переміг Pogon IV — 2:1. 25.10 у грі зі Sparta II більше ігрового часу провів біля воріт суперника і відправив до чужої брамки… дев’ять (!) м’ячів. У свої ж не пропустили жодного. Тож досягли переконливої перемоги — 9:0.
На рахунку УСК ІІІ 2 поєдинки. На Вульці обіграв Kamieniec II — 3:2 і мирно розійшовся з Hasmonea VI — 0:0.
УСК IV при «Цісарськім ліску» переміг Sport II — 6:1 і Kamieniec II — 1:0. Матч-відповідь з останніми завершили унічию — 2:2. За УСК IV грали: Кулай (воротар); Василь Лучинський, Пеленський, Гусаківський, Антін Здерко, Ольховий, Зазуляк, Черкавський, С.Когут, П.Максимишин, С.Петрина.
УСК V на грищі в «Цісарськім ліску» переміг Litva І — 5:0. Інші гімназійні команди тренувались і проводили поєдинки лиш поміж собою.

## 1911 рік
Весною 1911 року АГ, завдяки старанням професора І.Боберського, винайняла спортову площу «Сокола-Батька» з оплатою 300 корон річно для проведення занять, ігор і забав. Гімназисти отримали змогу домашні матчі проводити на так і не викупленому, але українському грищі.
УСК І 06.05 поступився 5-й команді Pogoni — 2:6 (2:3). Суддя — К.Карасіньскі з Pogoni. Хоча у хронології польського клубу такий матч не значиться.
12.05.11 українці зазнали мінімальної поразки від поляків з Czarni ІІІ — 1:2 (1:2). Суддя Т.Кухар з Pogoni.
Наступного дня, 13.05, суперники провели матч-відповідь. Цього разу українські гімназисти досягли першої перемоги над Czarni ІІІ — 2:0. Суддя В.Паппіус з Czarni.
УСК ІІ 24.05.11 програв команді Wolnosc I — 2:3 (1:1). Суддя — Т.Кухар з Pogoni.
27.05 ученики перемогли Spartu ІІ — 3:1. Суддя — К.Мацюрак.
УСК ІІІ 21.05.11 обіграли стрийський УСК — 8:3. Суддя — М.Заворотнюк. 23.05.11 завдали поразки Czarnym VI — 4:3.
УСК IV 15.05.11 здобув яскраву вікторію над Sport I — 7:0. Суддя — М.Заворотнюк.
20.05.11 перемогли Kamieniec II — 1:0. Суддя — В.Остапчук.
28.05.11 під проводом професора Юрія Семотюка виїхали до Перемишля, де хотіли зіграти матч з тамтешньою «Сяновою Чайкою». Однак через незалежні від команд причини матч не відбувся.
В учбовому 1911/12 році в УСК нараховувалось тільки 60 членів, які творили 4 дружини. Причиною зменшення кількості спортовців пов’язане із поступовим створенням СТ «Україна». Перша команда УСК на площі «Сокола-Батька» зіграла такі матчі:
27.09.11 із Hasmonea II — 0:1. Суддя — Грайчик з Hasmonea.
02.10.11 із Hasmonea I — 3:4. Суддя — П.Стасів.
08.10.11 із «Сянова Чайка» (Перемишль) — 0:2. Суддя — С.Гайдучок.
15 жовтня 1911 року відбувся історичний поєдинок із СТ «Україна», у якому гімназисти досягли перемоги — 2:1 (отже, неправильно виводити «родовід» СТ «Україна» від УСК!). Суддя — Петро Франко.
Українці отримали технічну поразку за неявку на матч з Lechia II — 0:1.
22.10.11 у Стрию обіграли місцеву «Січ» — 4:1. Суддя — Райнер з тамтешньої Pogoni.
04.11.11 у поєдинку зі Sparta II здобули перемогу — 2:0. Суддя — Д.Вахнянин.
УСК ІІ провів 6 поєдинків. 23.10 поступився Kamieniec I — 0:2. Суддя — П.Стасів; 28.10 отримали технічну перемогу над Sport II 1:0; 06.11 обіграли Sparta II 2:0. Суддя — Д.Вахнянин; 08.11 нічия — 2:2 з Kamieniec I. Суддя — Льошка з Pogoni; 11.11 досягли успіху у грі з Olympiada — 2:1. Суддя — М.Чичкевич; 19.11 нічия — 1:1 з Bimi. Суддя — П.Стасів.
УСК ІІІ — тренувався з другою і четвертою дружинами.
УСК IV 25.10 зіграв унічию 2:2 із Gloria; 01.11 із 4-м гімназійним класом — 0:0. В обох матчах суддя — П.Стасів.

## 1912–1914 роки
Перший матч 1912 року провели у Стрию 21.04 з тамтешньою «Скалою», якій поступились — 0:4. Суддя — П.Стасів; 16.05 УСК І — СТ «Україна» — 1:1. Суддя — С.Гайдучок з «України»; 29.05 зазнали поразки від Hasmonea I — 3:4.
02.06 на площі «Сокола-Батька» українці провели спортивне свято академічної молоді та зіграли матч зі «Скалою» (Стрий). На трибунах і довкола грища зібралось багато глядачів. Прибув навіть віце-президент Краєвої шкільної Ради доктор І.Дембовський. Гра розпочалася о 19:10 і за рахунку 1:0 на користь «Скали» за 12 хв. до кінця через темряву матч завершено. Суддя — П.Стасів.
1912/13. Окрім «старих і добре знаних спортів», Боберський запропонував молоді додатково гаківку (хокей) на траві. Ученики гімназії не обмежувались іграми і забавами, які вправляли разом з учителями. Вписувались у члени УСК з метою плекання спорту та розвитку свого тіла і вчилися чесності та дисципліни. Цього року Кружок об’єднував 56 членів, які гуртувались у чотирьох дружинах, серед яких був голова (учень 8-го класу — Петро Скавинський), заступник, скарбник, писар і по двоє ревізійників і господарів. Спортова комісія складала календар змагань на весь рік.
Львівські У-еС-Ківці підтримували контакти не тільки з українськими дружинами (тернопільським «Поділлям», перемишльською «Сяновою Чайкою», стрийською «Скалою» та львівською «Україною», які творили головні українські спортові осередки в Галичині.
Матчі команд УСК. IV дружина 26.09.12 перемогла Kamieniec I — 8:5; 10.10 — УСК І поступився все більш амбіційнішому СТ «Україна» — 1:3, а 17.10 обіграв Granada I — 4:0. УСК ІІІ 03.05.13 завдав поразки Napoleonu — 5:1; УСК І 12.05.13 вдруге програв СТ «Україна» ІІ — 1:3; Натомість УСК ІІІ не залишив каменя на камені у протистоянні з Aleksandria — 12:0; 25.05.13 під проводом учителя руханки Криницького перемогли в Стрию місцеву «Скалу» — 2:1.
Боберський, дбаючи про спортивне спорядження, видав з власної кишені 190 корон на потреби учнів. Так само нагромаджувалася й історія УСК, яку скрупульозно вів професор.
1913/14 останній і, в міру спокійний, для Академічної гімназії навчальний рік. Ученики, читаючи журнал Juventus, продовжували вдосконалюватись у тіловихованні. Виробляли у собі енергійність та рухливість відвагу та рішучість. Члени Кружка вносили складку по 20 сотиків. Гроші «йшли» на закуп спортового інвентарю. Для гри у футбол придбали 4 м’ячі, 11 пар черевиків та ігрову форму. Протектор Кружка — професор Володимир Дикий; голова — Роман Прихитко; заступник — Н.Полянський; секретар — Костянтин Єзерський, писар — Лев Голінаший, скарбник — Стефан Іванець.
Восени гімназисти більше грали у волейбол. Але з весною 1914 р. віддали перевагу копаному м’ячу. УСК переміг СТ «Україну» — 4:2 і Pogon — 3:1 та зіграв унічию — 0:0 з Hasmonea.
Відгукнулись У-еС-Ківці на виклик Шевченківського здвигу. У першій грі 29.05 зіграли унічию із тернопільським «Поділлям». Після цього, 01.06 перемогли «Сянову Чайку» з Перемишля — 3:2 (є ще результат — 2:1). Врешті 17.06 завдали поразки СТ «Україна» — 4:0. Тож, набравши 5 очок, випередили суперників і посіли 1 місце. Склад першої дружини УСК: М.Чичкевич (воротар); Семен Букайло, Іван Демчина (залога); Р.Ольховий, Н.Сиротинський, Михайло Дицьо (поміч); Станіслав Пшедзішевський, Полянський, Іван Децик, Скавинський, В.Шумило (напад).

## Постісторія
Воєнні роки Першої світової вносили у спортову діяльність Кружка все нові та не завжди цікаві події. Не побачив світу і річний «Звіт» за навчальний 1914/15 рік.
1916/17 році життя в АГ налагодилось, але замість копаного м’яча та інших спортів ученики все більше вчилися стріляти, але не по воротах, а з… вогнепальної зброї.
28.10.1931 гімназисти провели Загальні Збори УСК. Вибрали виділ і поділили 93 члени за секціями (легкої атлетики, спортових ігор, гаківки, ситківки, лещатарства).
Серед останніх вихованців АГ відомими постатями львівського спорту були ученики-гімназисти Степан Маґоцький, Володимир Воробець, Карло Мікльош і Роман Труш. Опікун УСК — професор Павло Зимак.
На жаль, своєї гімназійної площі УСК так і не викупив. Зрештою, більш потужний «Сокіл-Батько» через наближення Другої світової війни втратив свій, але не викуплений українською громадою, майданчик. «Заслуга» в тому належала більше байдужості українців, аніж забороні польської влади.
Боберський, розуміючи цю проблему, мовив: «Так, «Душу, тіло ми положим за нашу свободу», але 5 крайцарів із власної кишені не поспішали видати для потреб українського спорту». Навіть «Україна» домашні матчі проводила на польській Pogoni, єврейській Hasmonei або на нейтральній Cytadeli.